# Теллалов, Пётр Абрамович
Пётр Абрамович Теллалов (1853—1883) — русский революционер, член «Народной воли».

## Биография
Родился в 1859 году в семье севастопольского мещанина, торговца, болгарина по национальности. В 1870 г. окончил Ришельевскую гимназию в Одессе. Поступил в Горный институт, но в 1874 году за участие в студенческих волнениях был исключен и в административном порядке выслан в Костромскую губернию под гласный надзор полиции. Оттуда в 1876 году переведен на родину, в Таврическую губернию, где жил в Симферополе, также под гласным надзором.
В 1878 году после снятия надзора переезжает в Харьков, где присоединяется к революционному кружку.
В 1879 году после Липецкого и Воронежского съездов в Харькове появляются представители «Народной воли»: Желябов, Гольденберг, Колодкевич, Баранников и др. для организации покушения на Александра II на Одесской и Лозово-Севастопольской железных дорогах. П. А. Теллалов присоединяется к «Народной воле» и вместе с товарищами по Харьковскому кружку участвует в подготовке к покушению, главным образом, организуя транспорт и хранение взрывчатки и оборудования. После ареста Гольденберга благодаря его показаниям большинство членов харьковского кружка было арестовано, однако Теллалову удалось скрыться.
Вскоре он поселяется на нелегальном положении в Москве, где становится агентом Исполнительного комитета «Народной воли» и вместе с М. Н. Ошаниной организует московские народовольческие кружки, ведет пропаганду среди студентов и рабочих.
После убийства Александра II и арестов большинства руководителей «Народной воли» Теллалов переезжает в Петербург и становится членом Исполнительного комитета, участвует в народовольческих изданиях, в частности, «Рабочей газете».
Арестован 16 декабря 1881 года. На Процессе семнадцати осуждён к смертной казни, замененной при конфирмации бессрочной каторгой. Умер в Петропавловской крепости.

## Адреса в Санкт-Петербурге
Не ранее августа 1881 года — 16 декабря 1881 года — Средняя Мещанская ул., 78.